# Jean-François Fauchille
Jean-François Fauchille (24 november 1947 – 13 januari 2014) was een Frans rallynavigator.